# Koppenbergcross
Koppenbergcross er et cykelcrossløb, der afholdes i Oudenaarde, Belgien, og som er en del af X²O Badkamers Trofee. Cykelcrossløbet benytter Koppenberg-stigningen, der mange gange er blevet benyttet i de belgiske klassikere, såsom Flandern Rundt. Dette er en meget stejl og brostensbelagt stigning, der udgør en del af ruten, som rytterne kører otte omgange på. Op i mod 15.000 tilskuere overværede begivenheden i 2006, som blev vundet af den belgiske rytter Sven Nys.
I 2021 blev kvindernes udgave omdøbt til G.P. Jolien Verschueren.

## Vindere

### Herrer elite
| År   | Vinder               | Toer                   | Treer                  |
| ---- | -------------------- | ---------------------- | ---------------------- |
| 1988 | Rudy Thielemans      | Kurt De Roose          | Rudy De Bie            |
| 1989 | Rudy Thielemans      | Christian Hautekeete   | Paul De Brauwer        |
| 1990 | Chris David          | Guy Van Dijk           | Ronny Poelvoorde       |
| 1991 | Peter Van Den Abeele | Paul De Brauwer        | Beat Wabel             |
| 1992 | Pavel Camrda         | Pavel Elsnic           | Peter Van Den Abeele   |
| 1996 | Mario Lammens        | Kris De Block          | Jaak Eeckout           |
| 1997 | Peter Van Den Abeele | Beat Wabel             | Danny De Bie           |
| 1998 | Bart Wellens         | Peter Van Den Abeele   | Pascal Van Riet        |
| 1999 | Peter Van Den Abeele | Bart Wellens           | Ben Berden             |
| 1999 | Mario De Clercq      | Sven Nys               | Bart Wellens           |
| 2000 | Mario De Clercq      | Erwin Vervecken        | Richard Groenendaal    |
| 2001 | Sven Nys             | Richard Groenendaal    | Erwin Vervecken        |
| 2002 | Richard Groenendaal  | Sven Nys               | Bart Wellens           |
| 2003 | Bart Wellens         | Arne Daelmans          | Sven Nys               |
| 2004 | Sven Nys             | Richard Groenendaal    | John Gadret            |
| 2005 | Sven Nys             | Bart Wellens           | John Gadret            |
| 2006 | Sven Nys             | Richard Groenendaal    | John Gadret            |
| 2007 | Sven Nys             | Bart Wellens           | Zdeněk Štybar          |
| 2008 | Sven Nys             | Lars Boom              | Niels Albert           |
| 2009 | Sven Nys             | Niels Albert           | Klaas Vantornout       |
| 2010 | Sven Nys             | Niels Albert           | Kevin Pauwels          |
| 2011 | Kevin Pauwels        | Sven Nys               | Zdeněk Štybar          |
| 2012 | Sven Nys             | Niels Albert           | Klaas Vantornout       |
| 2013 | Tom Meeusen          | Kevin Pauwels          | Klaas Vantornout       |
| 2014 | Wout van Aert        | Sven Nys               | Kevin Pauwels          |
| 2015 | Wout van Aert        | Kevin Pauwels          | Lars van der Haar      |
| 2016 | Wout van Aert        | Kevin Pauwels          | Lars van der Haar      |
| 2017 | Mathieu van der Poel | Toon Aerts             | Lars van der Haar      |
| 2018 | Toon Aerts           | Michael Vanthourenhout | Wout van Aert          |
| 2019 | Eli Iserbyt          | Thomas Pidcock         | Michael Vanthourenhout |
| 2020 | Eli Iserbyt          | Lars van der Haar      | Toon Aerts             |
| 2021 | Eli Iserbyt          | Toon Aerts             | Lars van der Haar      |
| 2022 | Lars van der Haar    | Eli Iserbyt            | Michael Vanthourenhout |
| 2023 | Thibau Nys           | Lars van der Haar      | Eli Iserbyt            |
| 2024 | Lars van der Haar    | Eli Iserbyt            | Toon Aerts             |

### Damer elite
| År   | Vinder               | Toer                   | Treer                |
| ---- | -------------------- | ---------------------- | -------------------- |
| 2005 | Daphny van den Brand | Reza Hormes-Ravenstijn | Veerle Ingels        |
| 2006 | Marianne Vos         | Reza Hormes-Ravenstijn | Daphny van den Brand |
| 2007 | Daphny van den Brand | Reza Hormes-Ravenstijn | Veerle Ingels        |
| 2008 | ikke afholdt         |                        |                      |
| 2009 | Pavla Havlíková      | Helen Wyman            | Sophie de Boer       |
| 2010 | Helen Wyman          | Sanne Cant             | Sanne van Paassen    |
| 2011 | Sanne van Paassen    | Helen Wyman            | Nikki Harris         |
| 2012 | Helen Wyman          | Nikki Harris           | Sanne Cant           |
| 2013 | Helen Wyman          | Sanne Cant             | Nikki Harris         |
| 2014 | Sophie de Boer       | Jolien Verschueren     | Sanne Cant           |
| 2015 | Jolien Verschueren   | Diskvalificeret        | Nikki Harris         |
| 2016 | Jolien Verschueren   | Thalita de Jong        | Sophie de Boer       |
| 2017 | Helen Wyman          | Katherine Compton      | Jolien Verschueren   |
| 2018 | Kim Van De Steene    | Alice Maria Arzuffi    | Annemarie Worst      |
| 2019 | Yara Kastelijn       | Annemarie Worst        | Alice Maria Arzuffi  |
| 2020 | Annemarie Worst      | Lucinda Brand          | Yara Kastelijn       |
| 2021 | Clara Honsinger      | Denise Betsema         | Kata Blanka Vas      |
| 2022 | Fem van Empel        | Denise Betsema         | Shirin van Anrooij   |
| 2023 | Fem van Empel        | Denise Betsema         | Anna Kay             |
| 2024 | Fem van Empel        | Lucinda Brand          | Sara Casasola        |

### Herrer U23
| År   | Vinder                           | Toer                             | Treer                            |
| ---- | -------------------------------- | -------------------------------- | -------------------------------- |
| 2005 | Niels Albert                     | Zdeněk Štybar                    | Rob Peeters                      |
| 2006 | Dieter Vanthourenhout            | Rob Peeters                      | Lukáš Klouček                    |
| 2007 | Tom Meeusen                      | Quentin Bertholet                | Thijs van Amerongen              |
| 2008 | Philipp Walsleben                | Sven Verboven                    | Kevin Cant                       |
| 2009 | Róbert Gavenda                   | Jan Denuwelaere                  | Paweł Szczepaniak                |
| 2010 | Joeri Adams                      | Vinnie Braet                     | Lars van der Haar                |
| 2011 | Lars van der Haar                | Vinnie Braet                     | Jan Nesvadba                     |
| 2012 | Michael Vanthourenhout           | Vinnie Braet                     | Jens Adams                       |
| 2013 | Laurens Sweeck                   | Wout van Aert                    | Mathieu van der Poel             |
| 2014 | Michael Vanthourenhout           | Laurens Sweeck                   | Toon Aerts                       |
| 2015 | Quinten Hermans                  | Jonas Degroote                   | Joris Nieuwenhuis                |
| 2016 | Eli Iserbyt                      | Jens Dekker                      | Gosse van der Meer               |
| 2017 | Eli Iserbyt                      | Jens Dekker                      | Yannick Peeters                  |
| 2018 | Thymen Arensman                  | Eddy Finé                        | Ben Turner                       |
| 2019 | Jens Dekker                      | Ryan Kamp                        | Gerben Kuypers                   |
| 2020 | Aflyst pga. coronaviruspandemien | Aflyst pga. coronaviruspandemien | Aflyst pga. coronaviruspandemien |
| 2021 | Pim Ronhaar                      | Cameron Mason                    | Thibau Nys                       |
| 2022 | Victor Van de Putte              | Joran Wyseure                    | Jente Michels                    |
| 2023 | David Haverdings                 | Viktor Vandenberghe              | Victor Van de Putte              |
| 2024 | Viktor Vandenberghe              | Sil De Brauwere                  | Kenay De Moyer                   |

### Herrer junior
| År   | Vinder                           | Toer                             | Treer                            |
| ---- | -------------------------------- | -------------------------------- | -------------------------------- |
| 2005 | Dries Govaerts                   | Dennis Vanendert                 | Dave De Cleyn                    |
| 2006 | Sven Verboven                    | Joeri Adams                      | Bart Hermans                     |
| 2007 | Marek Konwa                      | Dany Lacroix                     | Simon Geets                      |
| 2008 | Gerry Druyts                     | Xandro Meurisse                  | Jérémy Cornu                     |
| 2009 | Michiel van der Heijden          | Laurens Sweeck                   | Mike Teunissen                   |
| 2010 | Danny van Poppel                 | Jens Vandekinderen               | Matthias van de Velde            |
| 2011 | Yorben Van Tichelt               | Matthias Van de Velde            | Berne Vankeirsbilck              |
| 2012 | Mathieu van der Poel             | Yannick Peeters                  | Jonas Degroote                   |
| 2013 | Yannick Peeters                  | Pascal Eenkhoorn                 | Jens Teirlinck                   |
| 2014 | Johan Jacobs                     | Mehdy Henriet                    | Jens Dekker                      |
| 2015 | Seppe Rombouts                   | Thijs Wolsink                    | Clément Levallois                |
| 2016 | Thomas Mein                      | Timo Kielich                     | Arno Debeir                      |
| 2017 | Ben Tulett                       | Wout Vervoort                    | Jarno Bellens                    |
| 2018 | Yorben Lauryssen                 | Yente Peirens                    | Joran Wyseure                    |
| 2019 | Arne Baers                       | Lennert Belmans                  | Yorben Lauryssen                 |
| 2020 | Aflyst pga. coronaviruspandemien | Aflyst pga. coronaviruspandemien | Aflyst pga. coronaviruspandemien |
| 2021 | Aaron Dockx                      | Ben Askey                        | Oliver Akers                     |
| 2022 | Andrew August                    | Oliver Akers                     | Václav Ježek                     |
| 2023 | Barnabás Vas                     | Thorben Allaer                   | Kasper Borremans                 |
| 2024 | Lennes Jacobs                    | Mathias De Keersmaeker           | Gust Depraetere                  |